# Demokratischer Widerstand
Demokratischer Widerstand ist eine deutsche Wochenzeitung. Sie erscheint seit 2020 und wird der Querdenker-Bewegung zugerechnet. Nach Auffassung des Bundesvorsitzenden des Deutschen Journalisten-Verbandes entspricht die Zeitschrift nicht journalistischen Standards und bewegt sich in der Nähe von Verschwörungsideologien.

## Geschichte
Die Zeitung Demokratischer Widerstand wurde im April 2020 von dem Dramaturgen Anselm Lenz gegründet und zunächst auf den sogenannten Hygienedemos verteilt. Viele Teilnehmer waren der Meinung, sie müssten die Demokratie gegen jene verteidigen, die sich zwar Demokraten nannten, die COVID-19-Pandemie jedoch als Vorwand nutzen würden, um den Menschen ihre grundlegendsten verfassungsmäßigen Rechte zu entziehen. Mit dem Namensbestandteil Widerstand bezieht sie sich auf den Widerstand gegen den Nationalsozialismus. In der ersten Ausgabe, die nach Angaben der Herausgeber in einer Auflage von über 100.000 Stück erschien, druckte der Demokratische Widerstand eine deutsche Übersetzung des Aufsatzes L’invenzione di un’epidemia („Die Erfindung einer Pandemie“) des italienischen Philosophen Giorgio Agamben.
Als Redaktionsadresse hatte Lenz im Impressum zunächst die Volksbühne am Rosa-Luxemburg-Platz angegeben, vor der die Demonstrationen zunächst stattfanden. Das Theater distanzierte sich im April 2020 davon.
Die Zeitung druckt seit Beginn ihres Erscheinens auf der letzten Seite jeder Ausgabe den Grundrechtskatalog des Grundgesetzes ab. Seit dem 17. Oktober 2020 findet sich dort außerdem der Text von Art. 146, wonach das Grundgesetz seine Gültigkeit an dem Tage verliert, „an dem eine Verfassung in Kraft tritt, die von dem deutschen Volke in freier Entscheidung beschlossen worden ist“. Dies sieht der Historiker Malte Thießen im Zusammenhang mit dem ebenfalls abgedruckten Art. 20 (Widerstandsrecht) als Ergebnis eines Radikalisierungsprozesses: In der Reichsbürgerbewegung werde Art. 146 als Beleg dafür angeführt, dass die Bundesrepublik Deutschland als souveräner Staat nicht oder nur vorläufig existiere und das Grundgesetz durch eine neue Verfassung ersetzt werden müsse.
Im April 2022 erging ein Strafbefehl wegen übler Nachrede gegen Lenz, weil auf einer Titelseite des Demokratischen Widerstands behauptet worden war, Bundesgesundheitsminister Jens Spahn (CDU) sei kokainsüchtig, obwohl dafür kein Nachweis bestand.
Im August 2024 erlangte die Zeitschrift erneut große Aufmerksamkeit, als sie auf ihrer Website die jüngste Ausgabe der kurz zuvor verbotenen rechtsextremen Zeitschrift Compact unter dem Titel Näncy (eine Anspielung auf Bundesinnenministerin Nancy Faeser) als kostenpflichtigen Download anbot.

## Inhalte
Hauptthema des Demokratischen Widerstands war zunächst die COVID-19-Pandemie. Die meisten Autoren leugneten nicht die Existenz des Virus, aber seine besondere Gefährlichkeit und die Existenz einer Pandemie und der damit begründeten Legitimität der Maßnahmen, die von der Regierung verhängt wurden. Die Germanistin Nina Pilz untersuchte dieses Narrativ und arbeitete dabei unter anderem folgende Topoi heraus, die für die Argumentation des Demokratischen Widerstands typisch seien:
- Kritik an einer Elite, deren Tun in populistischer Weise den angeblichen Interessen eines als homogen dargestellten Volks entgegengestellt würde;
- Verschwörungstheorien, wie etwa die, dass Bill Gates oder andere mächtige Akteure die Krise lediglich inszeniert hätten, um davon zu profitieren (Cui bono); in Wahrheit sei das Virus nicht besonders gefährlich, vielmehr würden führende Politiker sowie regierungsnahe Wissenschaftler und Medien absichtlich und interessegeleitet Panik und Angst in der Bevölkerung erzeugen;
- die Behauptung, mit den Coronamaßnahmen werde eine Diktatur errichtet, in der alle, die anderer Meinung seien, „bei Strafe der öffentlichen Erniedrigung und Existenzvernichtung durch den Mainstream“ (Dirk Pohlmann) zum Schweigen gebracht würden.[8]

Über die Impfungen gegen das Corona-Virus verbreitete die Zeitschrift wiederholt Fehlbehauptungen: Im November 2021 schrieb etwa der ehemalige Fußballer Thomas Berthold als Sportchef des Demokratischen Widerstands, die COVID-19-Impfstoffe würden Gene löschen, die für die DNA-Reparatur zuständig seien. An anderer Stelle war in Bezug auf die Impfungen von Tausenden Impftoten die Rede, von einem „Terrorregime“ und einem „Spritzengenozid“.
Anfangs sei diese populistische Herrschaftskritik mit der Hoffnung auf eine, wie die Germanistin Carolin Amlinger schreibt, „chiliastische Wendezeit“ verknüpft worden, in der ein plebiszitärer Demos sich gegen Eliten und angeblich gleichgeschaltete Medien richten und ein Ende des Neoliberalismus herbeiführen würde. Nach dem Sturm auf den Reichstag am 29. August 2020 sei die Querdenker-Bewegung von den Mainstreammedien rechts eingeordnet worden, dies habe zu einer positiven Gegenidentifikation geführt: Nun habe die Einheit der Bewegung im Vordergrund gestanden; Hermann Ploppa habe in der Zeitschrift nicht die rechtsradikalen Mitdemonstranten, deren Anwesenheit dem Selbstverständnis der Zeitschrift als liberal widersprach, als „Neofaschisten“ etikettiert, sondern Personen in Politik und Leitmedien. Amlinger sieht seitdem auch antisemitische Vorurteile im Demokratischen Widerstand, so etwa in der 2020 von Ullrich Mies getätigten Äußerung, eine „transnational operierende Oligarchenkaste“ habe die „Herrschaft in den westlichen ‚Demokratien‘ übernommen“. Als Zielsetzung der von ihm angenommenen „transnationalen ‚Eliten‘-Faschisten“ gab Mies die „New World Order“ an. Die Abwehr von Forderungen, sich von rechtsextremen und verschwörungstheoretischen Positionen zu distanzieren, wuchs laut Amlinger im Demokratischen Widerstand, je deutlicher diese auf den Hygienedemos geäußert wurden: Zu Beginn sprach sich die Zeitschrift noch explizit gegen Holocaustleugner aus, später wurden sie als Inszenierung staatlicher Macht, in der Absicht, die Bewegung zu schwächen, bagatellisiert.
Die privilegierte Erkenntnisposition, die sich Redaktion und Autoren des Demokratischen Widerstands nach Auffassung von Amlinger zumessen, beschrieben sie regelmäßig mit der Trope des „Erwachens“, einer krisenhaften Erfahrung, die eine Neupositionierung anleitet und Amlinger an die „narrative Struktur religiöser Konversionserzählungen“ erinnert.
Seit Februar 2022 thematisiert der Demokratische Widerstand zunehmend auch den Krieg in der Ukraine und zeigt sich dabei als NATO-kritisch und russlandfreundlich. Lenz schrieb in der Ausgabe vom 5. März 2022: „Auf die innere Formierung der Gesellschaften mit der Fake-Seuche folgt die militärische Fixierung auf einen äußeren Feind“ und setzte ein großes Z auf die Titelseite, das russische Symbol der Kriegsbefürworter.

## Herausgeber
Herausgeber des Demokratischen Widerstands sind Anselm Lenz und Hendrik Sodenkamp. Zunächst wurde auch Batseba N’Diaye als dritte Herausgeberin genannt, die aber nach Angaben der taz nicht existiert. Wiederholt gab die Zeitung auch Personen als Herausgeber an, die davon nichts wussten und sich distanzierten, so etwa Giorgio Agamben, Sahra Wagenknecht oder den Pink-Floyd-Musiker Roger Waters. Von März bis April 2023 firmierte der Münchner Professor für Kommunikationswissenschaften Michael Meyen als Mitherausgeber, was ihm ein Disziplinarverfahren wegen möglicher beamtenrechtlicher Verfehlungen eintrug.

## Preisverleihungen
Der Trägerverein der Zeitschrift verleiht regelmäßig einen „Preis der Republik für Aufklärung, Courage, freie Debatte, Grundgesetz und Demokratie“. So geehrt wurden unter anderem Sucharit Bhakdi, seine Frau Karina Reiß, der Arzt Walter Weber und Ken Jebsen.

## Rezeption
Der Bundesvorsitzende des Deutschen Journalisten-Verbandes,  Frank Überall, erklärte Ende August 2020, die Zeitschrift genüge nicht journalistischen Standards und bewege sich in gefährlicher Nähe zu Verschwörungsideologien. 2021 ordnete der gegenüber den Maßnahmen anlässlich der COVID-19-Pandemie kritische italienische Intellektuelle Giorgio Agamben die Zeitschrift als „linksradikal“ ein, doch werde sie von den Medien attackiert, weil sie zu Recht gegen Grundrechtseinschränkungen protestiere, eine Sorge, die auch von Rechtsextremen geteilt werde. Die taz nannte die Zeitschrift 2023 das „Zentralorgan der radikalen Szene aus Querdenkern und Coronaleugnern“. Der Verfassungsschutz Berlin ordnet die Aktivitäten der Zeitschrift und der hinter ihr stehenden Kommunikationsstelle in seinem Verfassungsschutzbericht 2023 als verfassungsschutzrelevante Delegitimierung des Staates ein. In der entsprechenden Szene sei Demokratischer Widerstand tonangebend. Es handle sich um eine „verschwörungsideologische Veröffentlichung“, die „wesentlich zur Verbreitung verfassungsfeindlicher Verschwörungserzählungen“ beitrage, „durch die sie gezielt versucht, Menschen zu radikalisieren“.